# Biserica greco-catolică din Bădăcin
Biserica greco-catolică din Bădăcin este un lăcaș de cult român unit (greco-catolic) din Bădăcin, Județul Sălaj.

## Istoric
Biserica a fost construită pe un teren dăruit în anul 1933 de către Iuliu Maniu cu scopul de a se construi o biserică și o școală. Iuliu Maniu a reușit să construiască școala care a fost sfințită de Valeriu Traian Frențiu în 1937, dar biserica a fost sfințită de Virgil Bercea în data de 25 iulie 2010, la 77 de ani după donația lui Maniu. 

Biserica „Schimbarea la Față” din Bădăcin este ocupată din 1948 de Biserica Ortodoxă Română, care refuză retrocedarea ei.

## Muzeu
Din octombrie 2010 la demisolul bisericii funcționează un muzeu etnografic și o expoziție dedicată lui Iuliu Maniu.

## Lagături externe
- Sfințirea Bisericii Greco-Catolice din Bădăcin[nefuncțională]